# 愛探險的朵拉
《爱探险的Dora》（英語：Dora the Explorer）是美國的教育電視動畫，由克里斯·吉福德（Chris Gifford）、瓦萊麗•沃爾什巴爾德斯（Valerie Walsh）、埃里克·韋納（Eric Weiner）製作，女主角是七歲的Dora和小猴子Boots，每一集都會探險前往目的地，並要克服路途中的難關。
爱探险的朵拉在2000年成為常態播出的節目，在尼克國際兒童頻道與尼克Jr.播出，2006年9月在CBS播出。爱探险的朵拉在2010至2012年播出第六季時，播出超過144集，超過藍色大腳印成為尼克Jr.播出集數最多的節目，爱探险的朵拉在2003年曾獲得第63屆的皮博迪獎，原因為「讓學齡前的小孩有非常愉快的學習經歷。」。

## 角色介紹及簡介

從左到右分別是搗蛋鬼（在後方）、朵拉和Boots

卡通的主角是哥倫比亞的小女孩朵拉（Dora)，喜歡活動，前往不同的地方探險。陪伴她的是會說話的紫色背包，以及擬人化，名叫Boots的猴子（原因是它心愛的紅色靴（boots））。朵拉和Boots在出發前會先看地圖，會顯示目的地及兩個中途需經過的地區，到達一個地區前都會有些事件以及障礙，朵拉和Boots（在觀眾的「協助」下）為了要到達目的地，需要解答謎語、語文或是算數問題。
在路途常會遇到搗蛋鬼（Swiper），一隻喜歡偷東西的狐狸，會試著偷去朵拉或Boots的東西，需要觀眾在「第四面墙」外互動，才能阻止東西被偷，偶爾搗蛋鬼偷東西會成功，則觀眾需要幫忙在畫面上找出被偷的東西。卡通最後的結尾會是朵拉順利到達目的地。

## 主要角色
| 名稱 （美國原音） | 人物介紹                             | 美國原音                                                                       | 台灣配音     | 中國配音 |
| ----------------- | ------------------------------------ | ------------------------------------------------------------------------------ | ------------ | -------- |
| Dora Marquez      | 拉丁裔小女孩，喜歡探險在主角中的之一 | 凱斯琳·赫里斯（2000-2008） 凯特琳·桑切斯（2008–2010） 法蒂玛·普塔切克（2011-） | 傅其慧、李卉 |          |
| Boots             | 朵拉的小猴子朋友，第二主角           | 哈里森·查得（2000-2004） 里根·米兹拉希 (2007-present)                          | 林均、汪秉正 | 陈浩     |
| 背包              | 朵拉的背包，會說話                   | 萨沙·托罗（2000-2004） 亚历山大·苏亚雷斯 (2007-2010)                           |              |          |
| 地圖              | 朵拉的地圖，會說話                   | 劉傑                                                                           | 姜广涛       |          |
| 比托羅 Vector     | 朵拉的狐狸朋友，第三主角             | 马克·韦纳                                                                      | 于正昇       |          |

## 反派
| 名稱 （美國原音） | 人物介紹                     | 美國原音  | 台灣配音 | 中國配音 |
| ----------------- | ---------------------------- | --------- | -------- | -------- |
| 搗蛋鬼 Swiper     | 會偷東西的狐狸，主要反派之一 | 马克·韦纳 | 于正昇   |          |

## 發展
Dora是拉丁裔，根據尼克頻道發言人的說法：「設計Dora為拉丁裔是為了呈現拉丁文化的多樣性。」

少女Dora

在2009年3月8日，美泰兒及尼克国际儿童频道宣佈Dora要成為10至13歲的tween，變成在中學讀書的少女。一開始宣佈其造型到2009年下半年才會公佈，但在短暂的爭議後，少女Dora在2009年3月16日亮相。少女Dora會在2014年推出的《Dora and Friends: Into the City》中出現。新的造型因過於女性化而被批評。
在2012年，繪製了此一系列的電腦動畫開場。
在《Dora與朋友們之城市扎記》中，Dora有四個朋友Naiya、Kate、Emma及Alana，她們自稱為「探險女孩」（Explorer Girls），出現在尼克頻道的網站時曾出現一些爭議

## 真人電影改編
- 《朵拉與失落的黃金城》：2019年上映，由伊莎貝拉·莫娜飾演朵拉[14]。